# 孝翼太后
孝翼太后（こうよくたいごう、洪武30年5月16日（1397年6月11日） - 天順5年12月16日（1462年1月16日））は、明の宣徳帝の妃嬪で景泰帝の母。姓は呉氏。

## 経歴
鎮江府丹徒県の人。呉彦名と申氏の長女。初め、選ばれて朱瞻基（後の宣徳帝）の宮に入った。宣徳3年（1428年）、朱祁鈺（後の景泰帝）を産み、賢妃に封ぜられた。
正統14年（1449年）冬、景泰帝が帝位につくと、皇太后に立てられた。英宗が復辟すると、また宣廟賢妃（宣徳帝の廟号の宣宗による）に降格した。
天順5年12月16日（1462年1月16日）、薨じた。栄思と諡され、金山に葬られた。南明年間に孝翼温恵淑慎慈仁匡天錫聖皇太后の諡が贈られた。

## 子女
- 朱祁鈺 （景泰帝）

## 伝記資料
- 『明英宗実録』
- 『贈昭勇将軍錦衣衛親軍指揮使呉公神道碑銘』